# Ipomoea coccinea
Espèce
Statut de conservation UICN

 LC  : Préoccupation mineure
Ipomoea coccinea est une espèce de plantes de la famille des Convolvulaceae.
Elle peut s’hybrider avec Ipomoea quamoclit pour donner l’hybride horticole Ipomoea ×multifida.

## Liste des variétés
Selon Tropicos (24 décembre 2020) (Attention liste brute contenant possiblement des synonymes) :
- variété Ipomoea coccinea var. coccinea
- variété Ipomoea coccinea var. curviflora Griseb.
- variété Ipomoea coccinea var. hederifolia (L.) A. Gray
- variété Ipomoea coccinea var. luteola (Jacq.) Meisn.
- variété Ipomoea coccinea var. pubescens Schltdl. & Cham.

## Synonymes
Ipomoea coccinea a pour synonymes selon World Checklist of Selected Plant Families (WCSP) (24 décembre 2020) :
- synonymes homotypiques :
  - Quamoclit coccinea (L.) Moench, Methodus: 453 (1794).
  - Convolvulus coccineus (L.) Salisb., Prodr. Stirp. Chap. Allerton: 124 (1796).
  - Mina coccinea (L.) Bello, Apuntes Fl. Puerto-Rico 1: 294 (1881).
  - Convolvulus coccineus var. typicus Kuntze, Revis. Gen. Pl. 3(2): 213 (1898), not validly publ.
- synonymes hétérotypiques : 
  -     - Ipomoea acuminata Ruiz & Pav., Fl. Peruv. 2: t. 120, f. b (1799), pro syn.

  - Convolvulus angulatus Buch.-Ham. ex Choisy, Mém. Soc. Phys. Genève 6: 434 (1833 publ. 1834), pro syn.
  - Neorthosis coccinea Raf., Fl. Tellur. 4: 125 (1838), nom. nud.
  - Neorthosis tigrina Raf., Fl. Tellur. 4: 125 (1838), nom. nud.
  - Quamoclita coccinea Raf., Fl. Tellur. 4: 74 (1838), nom. nud.
  - Ipomoea erythraea Moc. & Sessé ex Choisy in A.P.de Candolle, Prodr. 9: 335 (1845), pro syn.
  - Ipomoea mexicana Moc. & Sessé ex Choisy in A.P.de Candolle, Prodr. 9: 894 (1845).
  - Quamoclit coccinea var. hirsuta M.Martens & Galeotti, Bull. Acad. Roy. Sci. Bruxelles 12(9): 270 (1846).